# 羅比·賈維斯
羅比·賈維斯（英語：Robbie Jarvis，1988年5月7日—）是英國的一名演員。2006年，他參與了哈利波特系列電影的演出。之後他出演了多部BBC和ITV電視劇。他在2012年回歸舞台劇的演出。

## 外部連結
- 羅比·賈維斯在互联网电影资料库（IMDb）上的資料（英文）